# 우케레웨섬

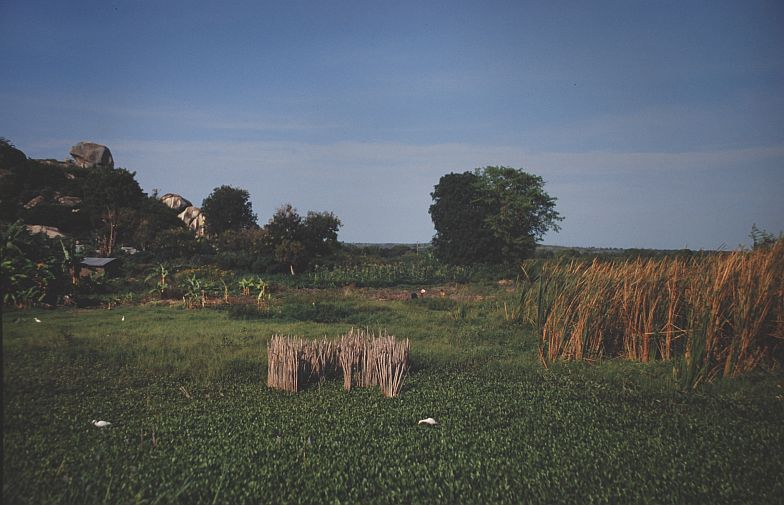
탄자니아 우케레웨섬의 근해 쪽 뭍

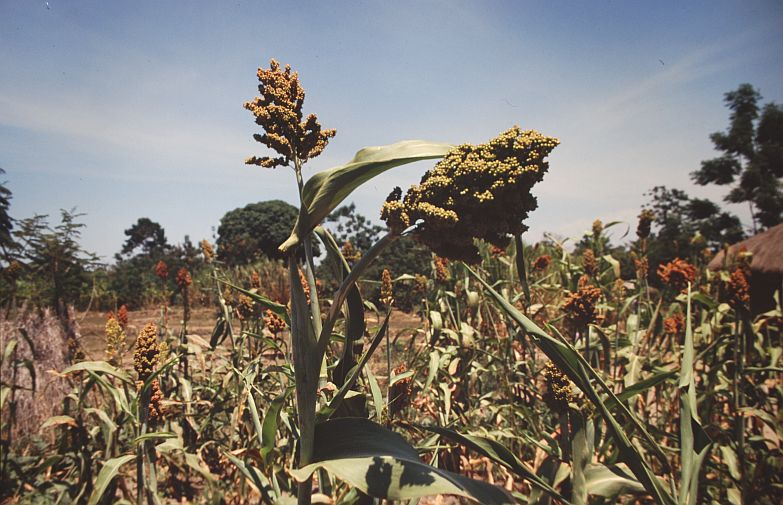
탄자니아 우케레웨섬의 사탕수수 밭

우케레웨(영어: Ukerewe)는 빅토리아호에서 가장 큰 섬이며 아프리카에 있는 섬들 중에 호수에 있는 것 중에서 가장 크며 면적은 약 530 km2이다. 탄자니아의 우케레웨 지구에 속해 있는 우케레웨섬은 므완자에서 북쪽으로 45km(25 해리) 되는 곳에 있으며 배를 타고 갈 수 있으나 보다 짧은 동쪽 호수의 골짜기를 카페리로 3.8km만 가면 섬에 들어갈 수도 있다. 호수 건너편 기슭에는 키바라와 음소마까지 갈 수 있는 비포장 도로가 있다. 우케레웨의 해안선에는 셀 수 없는 만이 있고 적어도 수십개의 섬에 둘러쌓여있다. 가장 큰 도시는 난시오다.
우케레웨는 아프리카에서 백색증을 가진 사람이 많은 것으로도 알려져 있다. 섬의 인구가 예외적으로 많게 이 질환을 앓고 있긴 해도 이들은 탄자니아 곳곳에서 박해를 받고 있다.